# Jørgen Horn
Jørgen Horn (Oslo, 7 giugno 1987) è un calciatore norvegese, difensore del Gamle Oslo.

## Carriera

### Club
Horn ha cominciato la carriera professionistica nel Kjelsås, per poi essere ingaggiato nel 2006 dal Vålerenga. Con il nuovo club, ha esordito nell'edizione stagionale del Norgesmesterskapet, nel successo per 1-8 in casa dello Stange, realizzando anche la rete del momentaneo 0-1. Nel corso dello stesso anno, però, è stato ceduto in prestito al Moss, militante nella 1. divisjon. Ha debuttato  con questa squadra il 3 settembre 2006, nel successo sul campo dell'Haugesund per 0-4. Ha collezionato altre 5 apparizioni per il Moss, prima di tornare al Vålerenga.
Una volta tornato nella squadra di Oslo, ha potuto effettuare l'esordio nella massima divisione norvegese, l'Eliteserien: il 5 agosto 2007 è subentrato infatti a Kjetil Wæhler nella vittoria casalinga per 2-0 sul Brann. Il 16 agosto, ha giocato per la prima volta nelle competizioni europee per club: è stato infatti titolare nella trasferta di Coppa UEFA 2007-2008 sul campo dell'Ekranas, conclusasi 1-1.
Nel 2008, è stato acquistato dal Viking ed ha esordito con la nuova maglia proprio contro il Vålerenga, in un incontro di campionato terminato con una sconfitta per 2-3: il difensore è subentrato a René Klingbeil ed ha fornito l'assist per la marcatura – seppure inutile ai fini del risultato – di Alexander Ødegaard.
Il 21 dicembre 2010, è stato reso noto il suo passaggio al Fredrikstad, a cui si è legato con un contratto dalla durata biennale. Ha debuttato il 21 marzo 2011, quando è stato  titolare nel successo per 1-2 sul campo dell'Aalesund.
A seguito della retrocessione del Fredrikstad, Horn si è trasferito allo Strømsgodset. L'accordo, valido dal 1º gennaio 2013, è stato ufficializzato in data 18 dicembre 2012. È stato scelto come vice-capitano, assieme a Stefan Johansen, quando è stata affidata la fascia ad Adam Larsen Kwarasey. Dopo il campionato 2014, al termine del quale Larsen Kwarasey ha lasciato lo Strømsgodset, è stato nominato nuovo capitano. Il 7 gennaio 2015 ha rinnovato il contratto che lo legava al club per altre tre stagioni.
Il 18 dicembre 2015, gli svedesi dell'Elfsborg hanno comunicato d'aver ingaggiato Horn con un contratto quadriennale, valido a partire dal 1º gennaio 2016.
Il 13 agosto 2018, il Sarpsborg 08 ha reso noto l'ingaggio di Horn, che si è legato al club fino al 31 dicembre 2021. Il 28 marzo 2022 ha prolungato l'accordo con il club per un'ulteriore stagione. Al termine di questa annata, è rimasto svincolato.

### Nazionale
Horn ha debuttato per la Norvegia under 19 il 15 marzo 2006, nella sconfitta per 2-0 in casa dell'Italia. Il 12 aprile dello stesso anno, ha segnato la rete che ha sancito l'1-1 finale nell'amichevole contro il Canada.
Il 5 ottobre 2006 è subentrato ad Arnar Førsund nell'incontro tra Norvegia under 21 e pari età danesi, conclusosi con una vittoria per 1-3 della sua squadra. Il 27 marzo 2007 ha segnato la prima ed unica marcatura con la selezione Under-21, permettendo alla Norvegia di imporsi per 0-1 contro la Francia under 21.
È stato convocato dal commissario tecnico Egil Olsen in vista degli impegni amichevoli della Norvegia contro Sudafrica e Zambia. L'8 gennaio ha effettuato il suo esordio, subentrando a Kim André Madsen nella vittoria per 0-1 contro la Nazionale sudafricana.

## Statistiche

### Presenze e reti nei club
Statistiche aggiornate al 24 marzo 2023.
| Stagione            | Club                | Campionato          | Campionato | Campionato | Coppe nazionali | Coppe nazionali | Coppe nazionali | Coppe continentali | Coppe continentali | Coppe continentali | Supercoppe | Supercoppe | Supercoppe | Totale | Totale |
| Stagione            | Club                | Comp                | Pres       | Reti       | Comp            | Pres            | Reti            | Comp               | Pres               | Reti               | Comp       | Pres       | Reti       | Pres   | Reti   |
| ------------------- | ------------------- | ------------------- | ---------- | ---------- | --------------- | --------------- | --------------- | ------------------ | ------------------ | ------------------ | ---------- | ---------- | ---------- | ------ | ------ |
| 2005                | Kjelsås             | 2D                  | 25         | 1          | CN              | ?               | ?               | -                  | -                  | -                  | -          | -          | -          | 25+    | 1+     |
| gen.-ago. 2006      | Vålerenga           | ES                  | 0          | 0          | CN              | 1               | 1               | -                  | -                  | -                  | -          | -          | -          | 1      | 1      |
| ago.-dic. 2006      | Moss                | 1D                  | 6          | 0          | CN              | 0               | 0               | -                  | -                  | -                  | -          | -          | -          | 6      | 0      |
| 2007                | Vålerenga           | ES                  | 9          | 0          | CN              | 3               | 0               | CU                 | 4                  | 1                  | -          | -          | -          | 16     | 1      |
| Totale Vålerenga    | Totale Vålerenga    | Totale Vålerenga    | 9          | 0          |                 | 4               | 1               |                    | 4                  | 1                  |            | -          | -          | 17     | 2      |
| 2008                | Viking              | ES                  | 6          | 0          | CN              | 2               | 0               | CU                 | 0                  | 0                  | -          | -          | -          | 8      | 0      |
| 2009                | Viking              | ES                  | 7          | 0          | CN              | 0               | 0               | -                  | -                  | -                  | -          | -          | -          | 7      | 0      |
| 2010                | Viking              | ES                  | 8          | 0          | CN              | 1               | 0               | -                  | -                  | -                  | -          | -          | -          | 9      | 0      |
| Totale Viking       | Totale Viking       | Totale Viking       | 21         | 0          |                 | 3               | 0               |                    | 0                  | 0                  |            | -          | -          | 24     | 0      |
| 2011                | Fredrikstad         | ES                  | 25         | 0          | CN              | 5               | 1               | -                  | -                  | -                  | -          | -          | -          | 30     | 1      |
| 2012                | Fredrikstad         | ES                  | 20         | 1          | CN              | 0               | 0               | -                  | -                  | -                  | -          | -          | -          | 20     | 1      |
| Totale Fredrikstad  | Totale Fredrikstad  | Totale Fredrikstad  | 45         | 1          |                 | 5               | 1               |                    | -                  | -                  |            | -          | -          | 50     | 2      |
| 2013                | Strømsgodset        | ES                  | 26         | 0          | CN              | 2               | 1               | UEL                | 4                  | 1                  | -          | -          | -          | 32     | 2      |
| 2014                | Strømsgodset        | ES                  | 6          | 0          | CN              | 0               | 0               | UCL                | 0                  | 0                  | -          | -          | -          | 6      | 0      |
| 2015                | Strømsgodset        | ES                  | 14         | 0          | CN              | 2               | 0               | UEL                | 0                  | 0                  | -          | -          | -          | 16     | 0      |
| Totale Strømsgodset | Totale Strømsgodset | Totale Strømsgodset | 46         | 0          |                 | 4               | 1               |                    | 4                  | 1                  |            | -          | -          | 54     | 2      |
| 2016                | Elfsborg            | A                   | 20         | 0          | CS              | 3               | 1               | -                  | -                  | -                  | -          | -          | -          | 0      | 0      |
| 2017                | Elfsborg            | A                   | 23         | 0          | CS              | 5               | 0               | -                  | -                  | -                  | -          | -          | -          | 0      | 0      |
| gen.-ago. 2018      | Elfsborg            | A                   | 4          | 0          | CS              | 1               | 0               | -                  | -                  | -                  | -          | -          | -          | 0      | 0      |
| Totale Elfsborg     | Totale Elfsborg     | Totale Elfsborg     | 47         | 0          |                 | 9               | 1               |                    | -                  | -                  |            | -          | -          | 56     | 1      |
| ago.-dic. 2018      | Sarpsborg 08        | ES                  | 8          | 1          | CN              | -               | -               | UEL                | 6                  | 0                  | -          | -          | -          | 14     | 1      |
| 2019                | Sarpsborg 08        | ES                  | 6          | 0          | CN              | 0               | 0               | -                  | -                  | -                  | -          | -          | -          | 6      | 0      |
| 2020                | Sarpsborg 08        | ES                  | 10         | 0          | -               | -               | -               | -                  | -                  | -                  | -          | -          | -          | 10     | 0      |
| 2021                | Sarpsborg 08        | ES                  | 0          | 0          | CN              | 0               | 0               | -                  | -                  | -                  | -          | -          | -          | 0      | 0      |
| 2022                | Sarpsborg 08        | ES                  | 15         | 0          | CN              | 1               | 0               | -                  | -                  | -                  | -          | -          | -          | 16     | 0      |
| Totale Sarpsborg 08 | Totale Sarpsborg 08 | Totale Sarpsborg 08 | 39         | 1          |                 | 1               | 0               |                    | 6                  | 0                  |            | -          | -          | 46     | 1      |
| 2023                | Gamle Oslo          | 4D                  | 0          | 0          | CN              | ?               | ?               | -                  | -                  | -                  | -          | -          | -          | ?      | ?      |
| Totale              | Totale              | Totale              | 238        | 3          |                 | 26+             | 4+              |                    | 14                 | 2                  |            | -          | -          | 278+   | 9+     |

### Cronologia presenze e reti in Nazionale
| Cronologia completa delle presenze e delle reti in nazionale ― Norvegia | Cronologia completa delle presenze e delle reti in nazionale ― Norvegia | Cronologia completa delle presenze e delle reti in nazionale ― Norvegia | Cronologia completa delle presenze e delle reti in nazionale ― Norvegia | Cronologia completa delle presenze e delle reti in nazionale ― Norvegia | Cronologia completa delle presenze e delle reti in nazionale ― Norvegia | Cronologia completa delle presenze e delle reti in nazionale ― Norvegia | Cronologia completa delle presenze e delle reti in nazionale ― Norvegia |
| Data                                                                    | Città                                                                   | In casa                                                                 | Risultato                                                               | Ospiti                                                                  | Competizione                                                            | Reti                                                                    | Note                                                                    |
| ----------------------------------------------------------------------- | ----------------------------------------------------------------------- | ----------------------------------------------------------------------- | ----------------------------------------------------------------------- | ----------------------------------------------------------------------- | ----------------------------------------------------------------------- | ----------------------------------------------------------------------- | ----------------------------------------------------------------------- |
| 9-1-2013                                                                | Città del Capo                                                          | Sudafrica                                                               | 0 – 1                                                                   | Norvegia                                                                | Amichevole                                                              | -                                                                       |                                                                         |
| 12-1-2013                                                               | Ndola                                                                   | Zambia                                                                  | 0 – 0                                                                   | Norvegia                                                                | Amichevole                                                              | -                                                                       |                                                                         |
| Totale                                                                  |                                                                         | Presenze                                                                | 2                                                                       |                                                                         | Reti                                                                    | 0                                                                       |                                                                         |

## Palmarès

### Club

#### Competizioni nazionali
- Campionato norvegese: 1

Strømsgodset: 2013